# Kike Pérez (presentador)
Enrique Pérez de la Piedra, más conocido como Kike Pérez, fue un presentador y promotor deportivo peruano. Fue presentador de Auto TV, considerado como el programa de mayor duración en la historia de la televisión peruana.
Se inició como piloto automovilístico en 1962, participó en las competiciones de Caminos del Inca (1969 y 1981) y las Seis Horas Peruanas (1964). Además entró como refuerzo para el Rally Dakar de 1986 en representación al Perú. En simultáneo, se dedicó a la cobertura televisiva de ese deporte desde 1981 hasta su fallecimiento, bajo el nombre de Auto 1981 y sucesores, que se emitió inicialmente en América Televisión. El programa fue pionero en cubrir varios eventos automovilísticos, incluido a la Fórmula 1. En 1990 organizó el Miraflores Grand Prix, como parte de la promoción de la Fórmula 3 a nivel nacional, y en 2001 el Súper Prime de La Herradura.
También condujo desde 1982 El rincón del box, centrado en eventos de pugilismo a nivel internacional. En 2013 fue homenajeado por la Asociación Mundial del Boxeo.